# Albertine Morin-Labrecque
Albertine Morin-Labrecque, née Albertine Rosalie Odile Labrecque le 8 juin 1886 à Montréal et morte le 25 septembre 1957, est une compositrice, pianiste, soprano et professeur de musique québécoise.

## Biographie
Albertine Morin-Labrecque commence l'étude du piano à l'âge de cinq ans. Elle donne un premier récital deux ans plus tard en 1893. Elle obtient à l'âge de huit ans le premier prix de théorie et le diplôme de la classe supérieure de l'Académie de musique du Québec. Elle est rapidement considérée comme une enfant prodige.
Albertine Morin-Labrecque poursuit sa formation de pianiste avec Romain-Octave Pelletier l'Ancien. Dès 1901, elle présente de nombreux récitals au Canada et aux États-Unis.
À la même époque, elle se rend en France, où elle entreprend des études d'harmonie et de composition qu'elle termine auprès de J. Macaire à Paris. Elle y étudie également l'art vocal avec Arthur Plamondon. Elle se produit en concert à Paris, Bruxelles et New York avant son retour à Montréal vers 1920.
Albertine Morin-Labrecque est professeure de piano et de chant au Conservatoire national de Montréal. Elle enseigne aussi à l'Université de Montréal de 1922 à 1951. Cette institution lui a décerné un doctorat Honoris Causa en 1935. 
En 1922, elle fonde le Trio de Montréal avec sa sœur Jeanne Labrecque, violoniste, et la violoncelliste Yvette Lamontagne.

## Œuvre
Albertine Morin-Labrecque a composé un « opéra chinois », Pao-chu, deux opéras-comiques, quatre ballets, un poème symphonique Le Matin, deux concertos pour deux pianos, en plusieurs œuvres diverses pour orchestre, harmonie ou pour ensemble instrumental, piano à deux ou quatre mains, orgue, chœur, ou voix.